# Давид Алаба
Давид Олатукунбо Алаба (Беч, 24. јун 1992) аустријски је фудбалер који тренутно игра за Реал Мадрид на позицији штопера.

## Приватни живот
Алаба је рођен у Бечу. Његова мајка је пореклом са Филипина, а отац му је из Нигерије. Његов отац је био некад репер, а данас ради као ди-џеј у разним клубовима Аустрије. Сестра му се такође бави музиком.

## Клупска каријера

### Рана каријера
До своје десете године живота играо је за Асперн. После тога прелази у Аустрију Беч. Са петнаест година, тадашњи Тренер Аустрије Беча Георг Целхофер убацује га у пријатељску утакмицу, тако да је са петнаест година први пут одиграо утакмицу са професионалцима. После припрема, нови тренер Аустрије Беча Дитмар Константини га је убацио у прву екипу Аустрије Беча на утакмицу против Алтаха, али га Константини није убацио током утакмице. Током исте недеље он је одиграо прву утакмицу за другу екипу Аустрије Беча. 

### Бајерн Минхен
Лети 2008 године Алаба прелазу у Бајерн Минхен. На почетку је наступао за млађе селекције Бајерна. 2009 године, тадашњи тренер друге друге екипе Бајерна Мехмет Шол убацује га у другу екипу Бајерна. У другој екипи Бајерна брзо је постао стандардни играч. Крајем 2009 године Алаба је почео да тренира са првом екипом Бајерна. 10. фебруара 2010 године, тадашњи тренер Бајерна Луј ван Гал га убацио на утакмицу четвртине финала Немачког Купа против Гројтер Фирта. Алаба је са 17 година и 232 дана најмлађи играч Бајерна који је наступао у Немачком Купу. Он је убрзо и дебитовао у Бундеслигу protiv Келна 6. марта 2010 године. Три дана касније он је играо у стартној постави у осмини финала Лиге шампиона против Фјорентине. Он је такође и најмлађи играч Бајерна, који је наступао у Лигу шампиона. Под Луј ван Галу више није играо на средини, него играо је на позицији левог бека. Он је 2010 са Бајерном постао првак Немачке и освојио је Немачки Куп, и стигао до финале Лиге шампиона. 
Алаба је шест дана после његовог осамнаестог рођендана потписао трогодишњи уговор са Бајерном.

### Позајмица Хофенхајму
Бајерн Минхен га је 2010 године позајмио Хофенхајму. У Хофенхајму је био један од кључних играча. Он је против Сент Паулија постигао свој први гол у Будеслиги. У Хофенхајму није више играо на позицији левог бека, него играо на своју стару позицији у средиди. Он је за Хофенхајм одиграо 17 утакмица и постигао два гола. Након одличних партија за Хофенхајм, Бајерн га враћа за Минхен. 

### Повратак у Бајерн
У лети 2011. године Алаба је продужио свој уговор са Бајерном до 2015. На почетку он је био резервни играч. То се променило на половину сезоне, када је Алаба успео да одузме Рафињи место у стартној постави. Он је од тада почео поново да игра на позицији левог бека. Крајем 2011 године он је изабран за играча године у Аустрији. Он је са 19 година најмлађи играч Аустрије који је освојио ту награду. Он је 2012 године са Бајерном стигао до финала Лиге шампиона. Он је све утакмице у Лигу шампиона одиграо. Само је пропустио утакмицу у финалу против Селсија. 2013 године Алаба је са Бајерном освојио Бундеслигу, Немачки Куп и Лигу шампиона. Он је први Аустријанац, који је одиграо утакмицу у Лиги шампиона и он је први Аустријанац, који је освојио Лигу шампиона. 2014 поново је са Бајерном освојио Бундеслигу и Куп Немачке, такође је освојио и Светско клупско првенство и УЕФА суперкуп. 2015. године са Бајерном осваја само Бундеслигу
2013 године Алаба је продужио свој уговор до 2018.

## Репрезентативна каријера
Алаба је прошао све млађе селекције репрезентације Аустрије. Са седамнаест година дебитовао је за прву селекцију фудбалске репрезентације Аустрије. Он је са седамнаест година најмлађи дебитант фудбалске репрезентације Аустрије. Разлог због чега је толико рано дебитовао за Аустрију је био, да је поред Аустрије, могао да игра и за Филипине и Нигерију. Да га не бих узели један од те две репрезентације, они су одлучили, да га што пре убаце у прву селекцију Аустрије. Тадашњи тренер Аустрије Дитмар Константини је као разлог навео, да га не би узела Немачка репрезентација. По законима ФИФЕ, то би тек било могуће, кад би Алаба напунио 23 године. Алаба је касније у интервју за спортски лист Кикер рекао, да га је репрезентација Филипина неколико пута позвала, али он је одбијао њихове позиве, да се репрезентација нигерија никад није ни јавила, а што се тиче репрезентације Немачке, то за њега није долазило у обзир, да заигра за Немачку. 2010. године он је играо за за млађу селекцију Аустрију на Европском првенству до 19 година. Он је одиграо прве две утакмице, трећу није могао да игра, јер је морао да се врати у другу екипу Бајерна. 
Он се са Аустријом квалификовао за Европско првенство 2016. године у Француској. Он је са Аустријом учествовао на Европском првенству 2016. у Француској. Он је на европском првенству одиграо све утакмице за Аустрију, али је са Аустријом испао у групну фазу европског првенства.

## Награде

### Клуб
Бајерн Минхен
- Првенство Немачке (10) : 2009/10, 2012/13, 2013/14, 2014/15, 2015/16, 2016/17, 2017/18, 2018/19, 2019/20, 2020/21.
- Куп Немачке (6) : 2009/10, 2012/13, 2013/14, 2015/16, 2018/19, 2019/20.
- Суперкуп Немачке (4) : 2016, 2017, 2018, 2020.
- Телеком куп Немачке (4) : 2013, 2014, 2017. (зимски), 2017. (летњи)
- Лига Шампиона (2) : 2012/13, 2019/20. (финале 2009/10, 2011/12)
- УЕФА суперкуп (2) : 2013, 2020.
- Светско клупско првенство (2) : 2013, 2020.

Реал Мадрид
- Првенство Шпаније (2) : 2021/22, 2023/24.
- Куп Шпаније (1) : 2022/23.
- Суперкуп Шпаније (1) : 2021/22.
- Лига Шампиона (2) : 2021/22, 2023/24.
- УЕФА суперкуп (1) : 2022.
- Светско клупско првенство (1) : 2022.

### Индивидуалне
- Спортиста године у Аустрији (2) : 2013, 2014.
- Аустријски фудбалер године (6) : 2011, 2012, 2013, 2014, 2015, 2016.
- УЕФА тим године (3) : 2013, 2014, 2015.